# 规则钩丝壳
规则钩丝壳（学名：Uncinula regularis）是属于白粉菌目白粉菌科钩丝壳属的一种真菌，寄生在柳属植物上。该种分布于中国等地。